# 3249 Musashino
3249 Musashino је астероид главног астероидног појаса чија средња удаљеност од Сунца износи 2,347 астрономских јединица (АЈ).
Апсолутна магнитуда астероида је 13,6.